# Kloster Mondsee

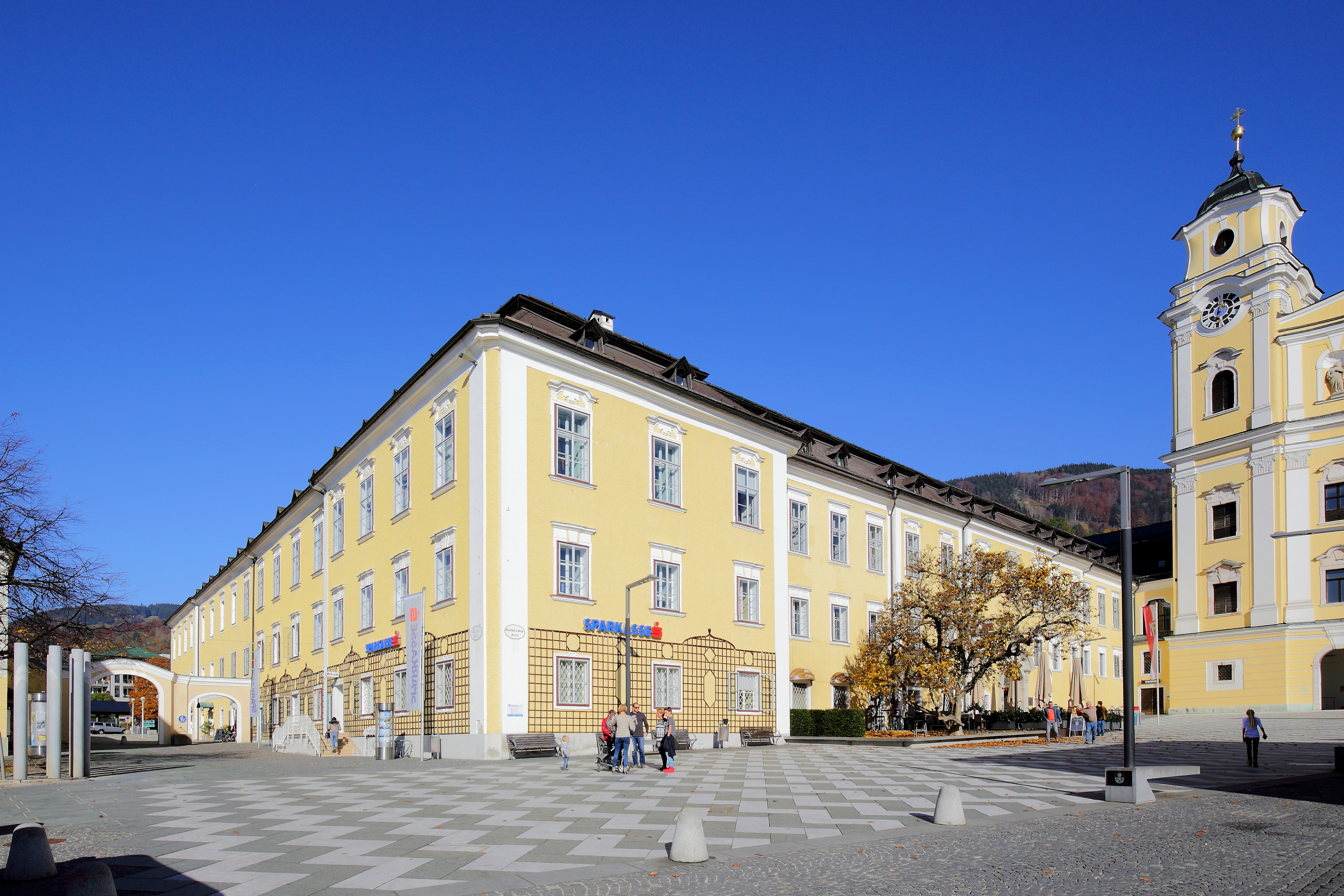
Südwestansicht des ehemaligen Klosters

Kloster Mondsee (Stift Mondsee) ist eine ehemalige Benediktiner-Abtei in Mondsee im Salzkammergut, Oberösterreich, und eines der ältesten Klöster Österreichs. Nach der Säkularisation Schloss Mondsee (Schlosshof 1a) genannt, wird es heute vielfältig als Wohn-, Geschäfts- und Veranstaltungsareal genutzt. Die ehemalige Stiftskirche St. Michael, seit 2005 Basilica minor, ist heute die Pfarrkirche.

## Geschichte

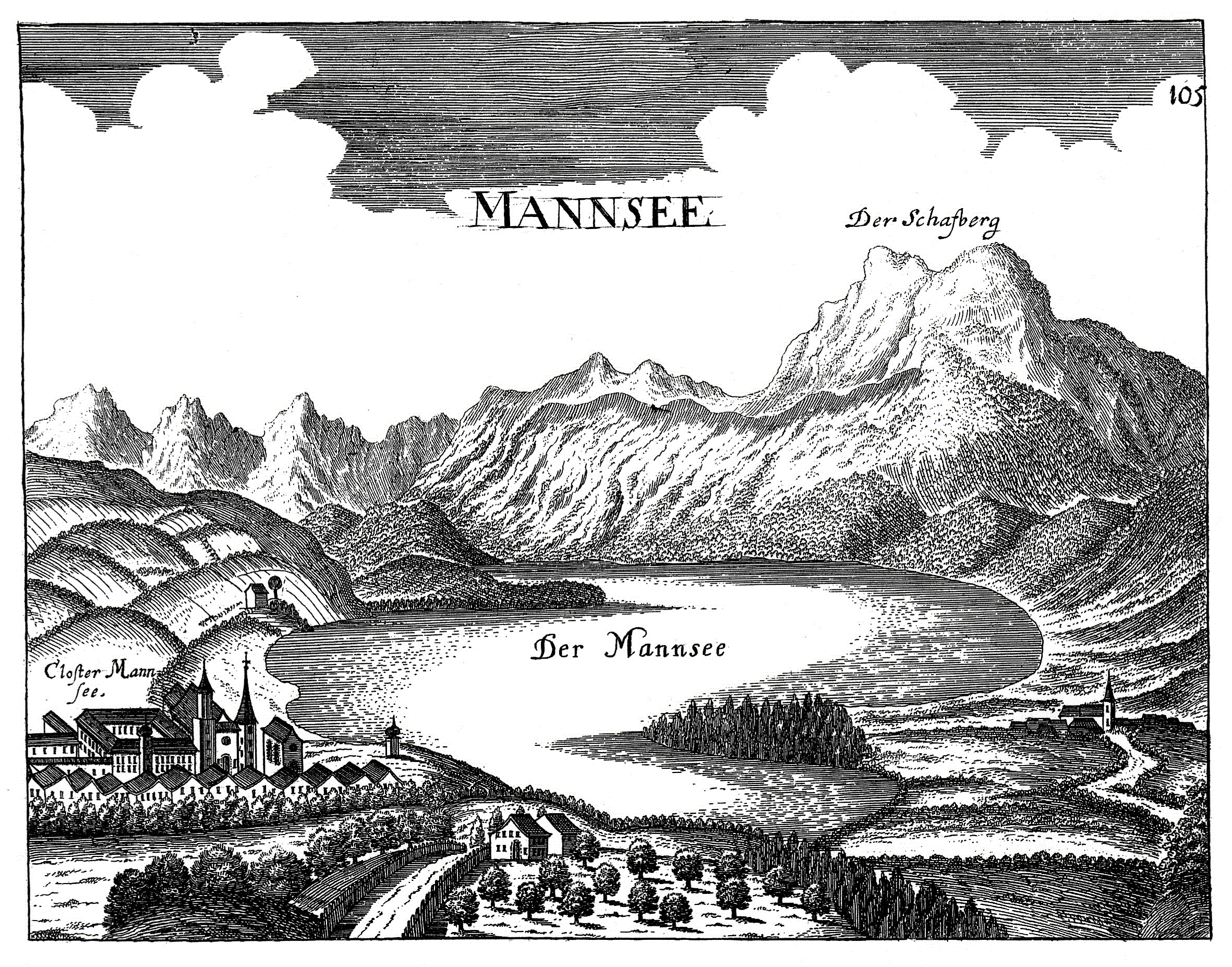
Georg Matthäus Vischer: Mannsee, 1674 (das Kloster noch mit der rein gotischen Kirche)

### Benediktinerstift Mondsee
Im Jahr 748 wurde das Kloster Mondsee durch den aus dem Geschlecht der Agilolfinger stammenden Baiernherzog Odilo und mit dem Doppelpatrozinium St. Michael und St. Peter gegründet. Nach der Klostertradition kamen die ersten Mönche aus dem Kloster St. Peter in Salzburg und andere auch aus dem Erzkloster Monte Cassino in Italien. Das Kloster gehörte nie zur Diözese Salzburg, sondern grenzte sich von diesem Bistum deutlich ab. Noch im 8. Jahrhundert entstanden hier der Psalter von Montpellier, ein reich geschmückter Kodex biblischer Texte in lateinischer Sprache, sowie die Mondseer Fragmente, eine zweisprachig lateinisch-altbairische Sammlung christlicher Texte mit einer Übersetzung des Matthäusevangeliums. Nach dem Sturz Herzog Tassilos wurde 788 die Region dem Fränkischen Reich eingegliedert, Mondsee wurde Reichskloster und erhielt über die Jahrhunderte reichen Besitz, der sich vom Gebiet südwestlich von Kufstein bis zur Donau und von hier bis zu den oberösterreichisch-salzburgischen Kalkalpen erstreckte. 831 übergab Kaiser Ludwig der Fromme das Kloster Mondsee dem Hochstift Regensburg. Erst 1142 wurde das Kloster unter Abt Konrad II. wieder selbständig. Im Jahr 1389 erhielten die Äbte von Mondsee von Papst Bonifaz IX. das Recht der Pontifikalien.
Seit 1506 (Kaiser Maximilian I.) gehört das Mondseeland zu Österreich, Pflegegerichte waren die Herrschaften Wartenfels und Wildenegg. 1514 gründete der Abt Wolfgang Haberl das Klostergymnasium. Nach einer Phase des Niedergangs während der Reformation und nachfolgenden Wirren kam es zu einer erneuten Blüte der Abtei. Unter Abt Bernhard Lidl (1727–1773) kam es zur Tausendjahrfeier 1748 zu umfangreichen Bautätigkeiten an Kirche und Kloster. 1773 bis 1784 folgte Opportunus II. Dunkl als letzter Abt von Mondsee.
Gemäß der Josefinischen Kirchenreform wurde das Kloster am 20. Oktober 1791 unter Kaiser Leopold II. aufgehoben und der Klosterbesitz dem Religionsfonds unterstellt. Noch im selben Jahr wurde der größte Teil davon als Realdotation für Joseph Anton Gall, den zweiten Bischof der 1784 neu geschaffenen Diözese Linz, gewidmet, nach dessen Tode 1807 der Besitz wieder an den Religionsfonds überging. Das Mondseer Stiftshaus in der Linzer Domgasse erwarben die „Herren Stände in Oesterreich ob der Enns“.

### Wrede’sches Schloss Mondsee

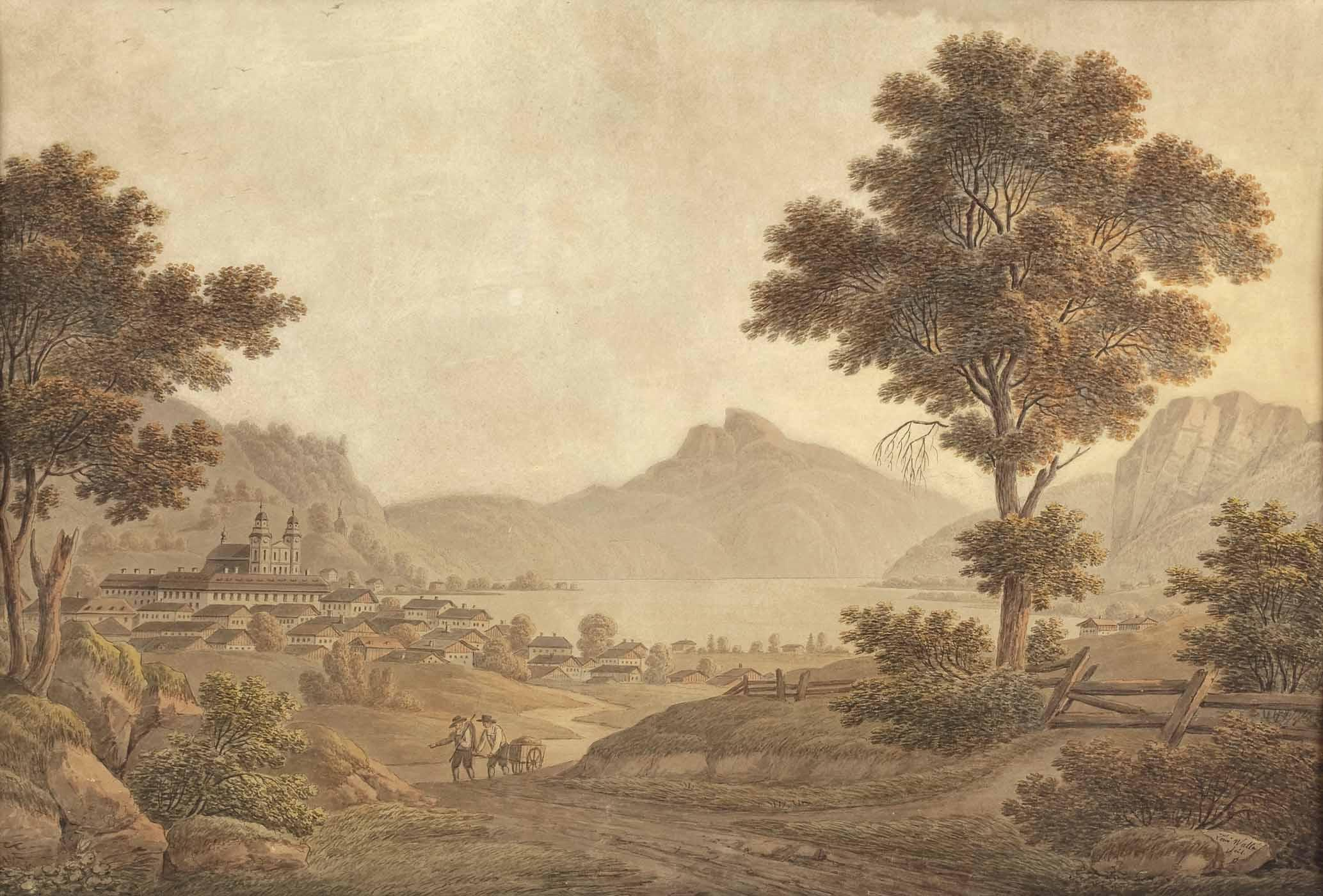
Louis Vallee: Kloster Mondsee mit Umgebung und Personenstaffage, 1838

1809 beschlagnahmte Napoleon Bonaparte den Herrschaftsbesitz Mondsee und verlieh ihn (neben Suben und Gleink) am 27. August 1810 dem königlich-bayerischen Feldmarschall und Staatsminister Carl Philipp von Wrede anlässlich dessen Erhebung in den französischen Grafenstand.
Wrede blieb auch nach der Rückgabe des Gebiets an Österreich nach dem Wiener Kongress Besitzer und förderte das Gebiet nach Kräften (u. a. Straßenbau, Beginn der Erzeugung des Mondseer Käses).
Auch in Folge blieb Mondsee im Besitz der später gefürsteten Familie von Wrede, die das Kloster zu einem Herrschaftssitz umgestaltete. Von seinem Sohn Karl Theodor von Wrede (1797–1871) kam Mondsee an die Fürstin Ignazia von Wrede, geborene von Mack. Diese vererbte 1905 den großen Grundbesitz im Mondseer Land ihrer Tochter Helene, die mit dem bayerischen Kämmerer Karl August Grafen Almeida verehelicht war. Am 13. Juni 1972 starb der letzte gräfliche Eigentümer Ludwig Graf von Almeida.
1985 wurde das Schloss an die Firma Asamer & Hufnagl aus Ohlsdorf verkauft.

## Baulichkeiten
Der Gebäudekomplex im heutigen Erscheinungsbild ist in den Jahren 1776–1780 nach dem großen Marktbrand vom 9. Mai 1774 entstanden. Der Wiederaufbau wurde noch durch Opportunus II. Dunkl, dem letzten Abt von Mondsee, in die Wege geleitet. Er plante in großen Teilen einen Neubau des Klosters. Die heute noch vorhandenen ältesten Teile der Anlage sind der 1448 vollendete Kreuzgang und der an die Kirche sich anschließende ehemalige Kapitelsaal (quadratischer Raum mit Sternrippengewölbe und einer Mittelsäule). Das Schloss besteht aus vier Trakten, die einen Hofraum umschließen. In der zweistöckigen Torhalle befindet sich ein Stiegenaufgang mit einem schmiedeeisernen Abschlussgitter von 1630.

### Heutige Nutzung: Schlosshotel Mondsee, Heimatmuseum, Wohn- und Handelszentrum
Der Hauptbau des Schlosses wird großteils vom Hotel Schloss Mondsee  eingenommen. Einige Jahre lang wurde das Restaurant im Erdgeschoß von Gräfin Micheline Almeida betrieben. In dem Gebäude befindet sich auch ein Saal für Theater- und Konzertaufführungen.
In den früheren Bibliotheksräumen ist seit 1957 das Heimatmuseum Mondsee untergebracht. Heute befinden sich hier auch das Standesamt Mondsee und in einem Flügel das Pfarramt Mondsee.
Der Innenhof des Schlosses ist ein öffentlicher Parkplatz, erdgeschoßig wurde eine Geschäftszeile als Kaufpark eingerichtet. Die Obergeschoße und weitere Nebenbauten wurden als Wohn- und Büroräume adaptiert.

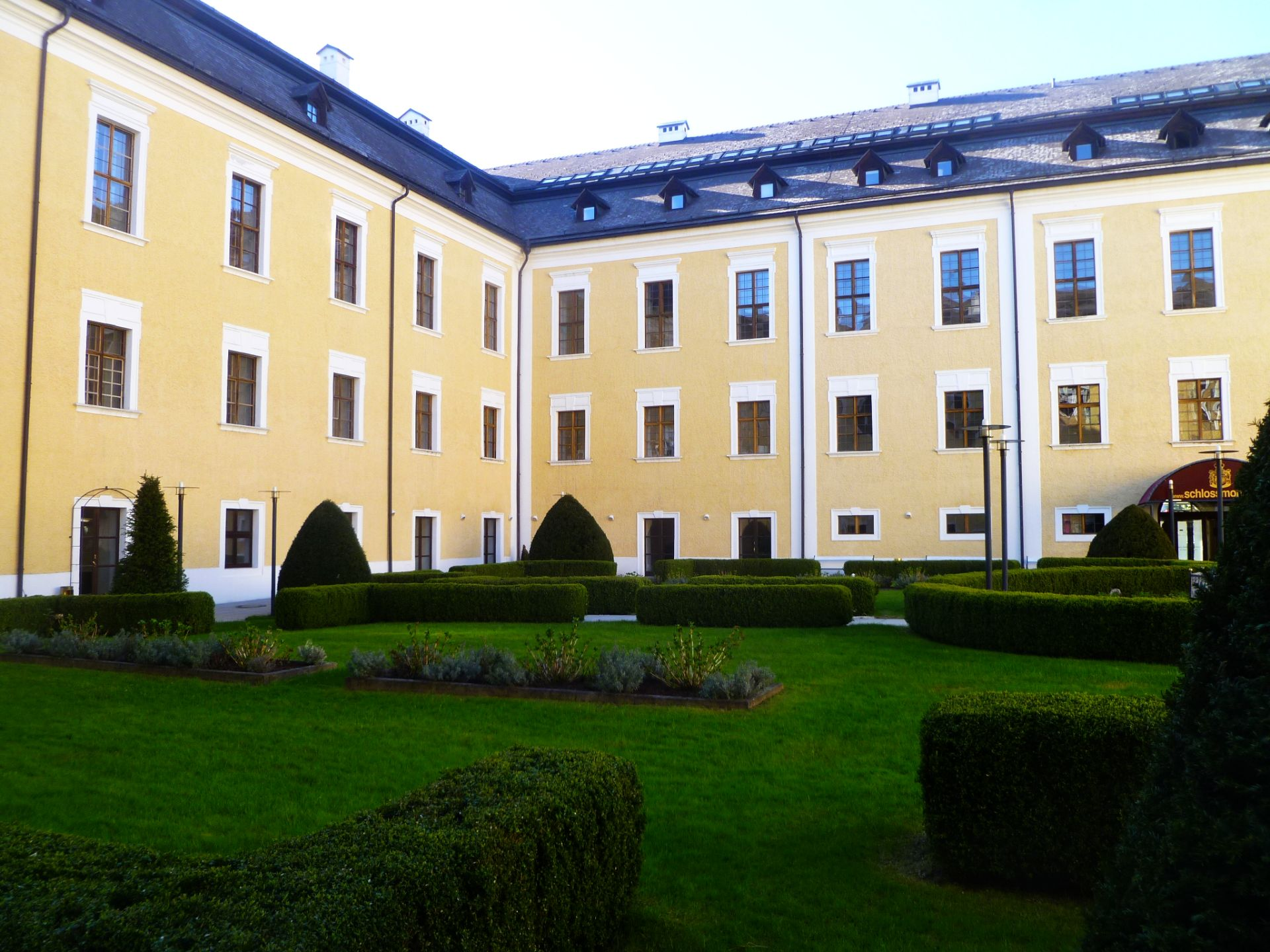
Innenhof
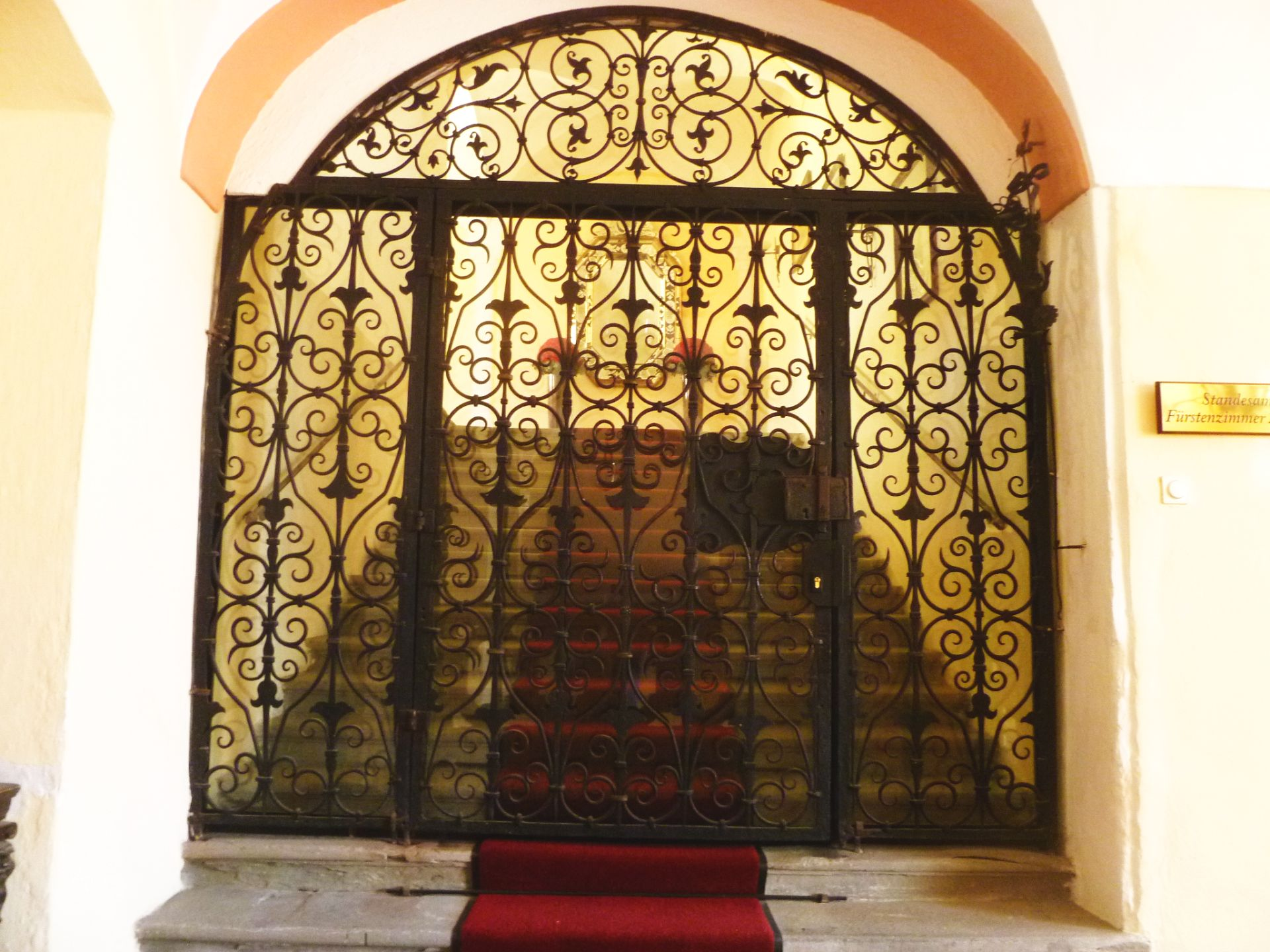
Stiegenaufgang
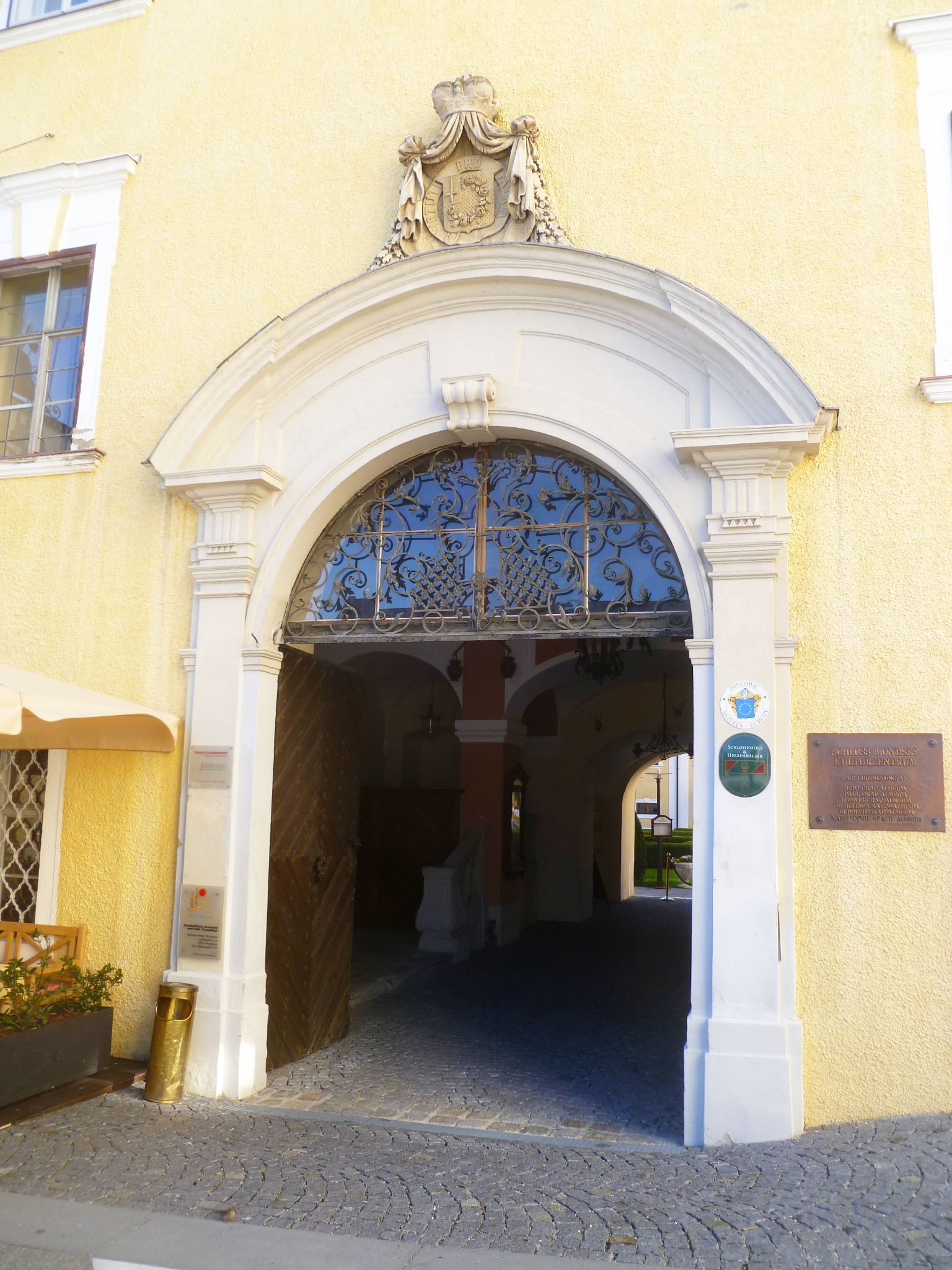
Eingangsportal
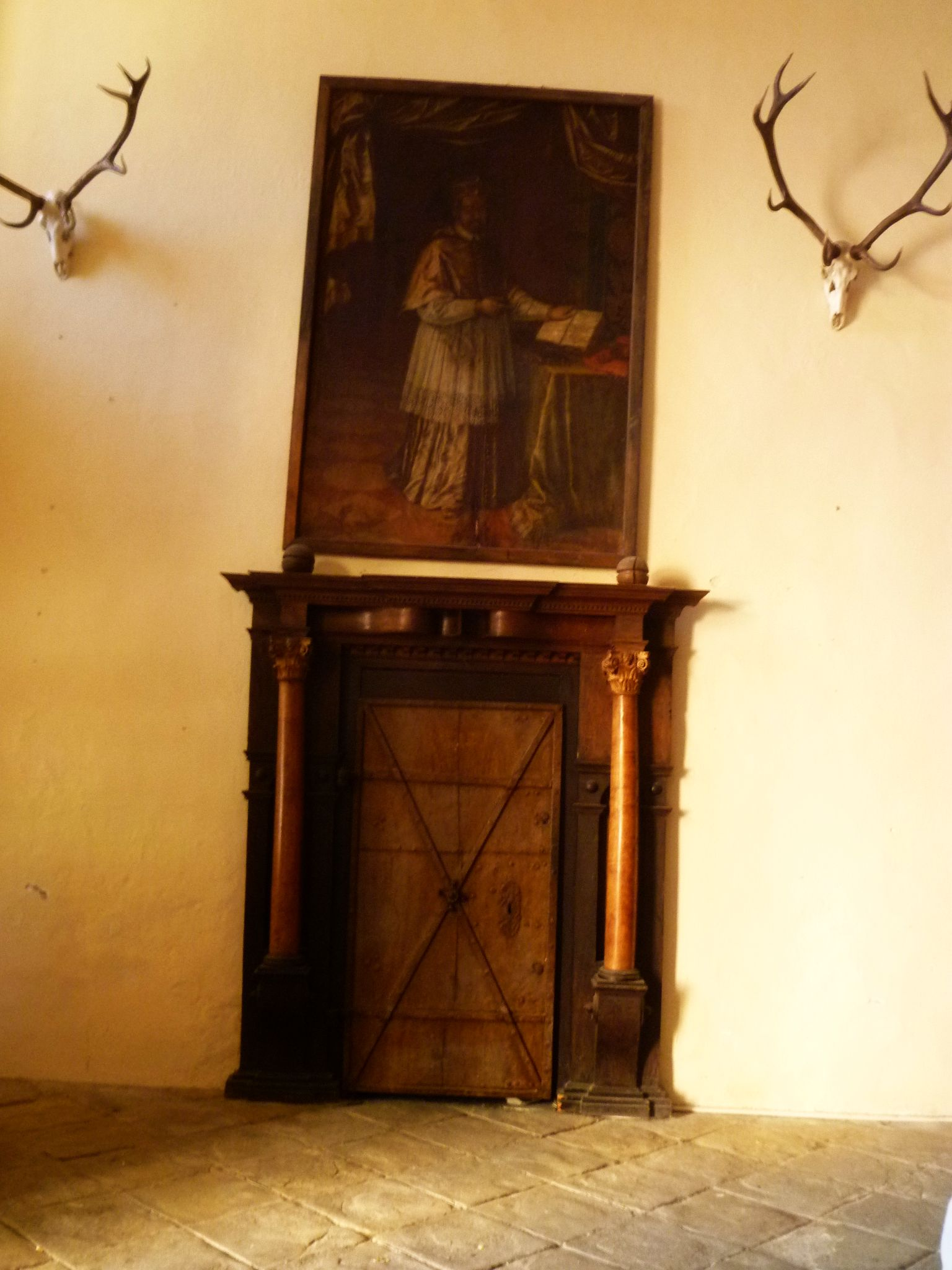
Barocktür mit Abtbild

### Basilika und Pfarrkirche St. Michael
Siehe dazu auch: Basilika Mondsee

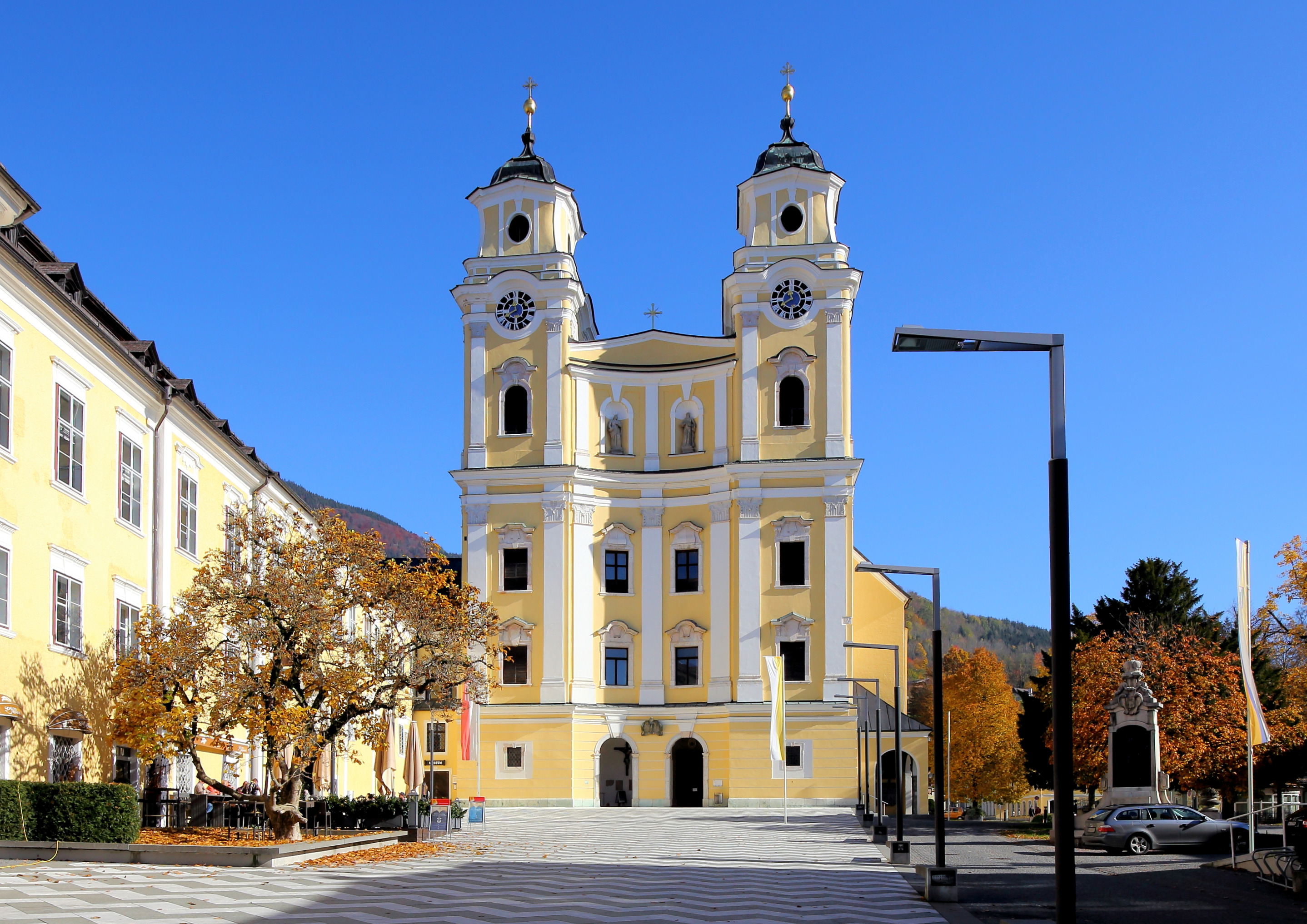
Basilika Mondsee

Erbaut wurde die heutige spätgotische Kirche unter Abt Benedikt Eck (1463–1499) vom Baumeister Hans Lenngdörffer aus Burghausen. Die Weihe des Hauptschiffes wurde 1487 gefeiert. Unter den Äbten Coelestin Kolb (1668–1683) bis Bernhard Lidl (1727–1773) wurde der Bau umfassend barockisiert.
Der dreischiffige basilikale Kirchenraum der ehemaligen Klosterkirche zählt zu den bedeutenden Baudenkmälern Österreichs. Die Maße betragen 70 m Länge, 34 m Breite und 22 m Höhe. Die Ostseite der Kirche St. Michael täuscht eine doppelchörige Anlage vor. An ihrer Nordseite ist die Kirche mit dem ehemaligen Kloster verbunden. Die prunkvolle, barocke Ausstattung wurde vom Maler und Bildhauer Meinrad Guggenbichler geschaffen. Ein erhaltener, von Abt Benedikt Eck von Piburg beauftragter und 1497 geweihter spätgotischer Altar verhalf einem unbekannten Meisters zu seinem Notnamen als Meister von Mondsee. In den Kirchenbau integriert sind die ehemalige Schatzkammer (jetzt Sakristei) des Klosters, der Betchor der Mönche und die 36 m lange gotische Klosterbibliothek, die einst eine mittelalterliche Pultbibliothek war.
St. Michael wurde 2005 durch Papst Johannes Paul II. zur Basilica minor erhoben. Im gleichen Jahr begann eine drei Jahre dauernde Kircheninnenrenovierung. Dabei wurden auch alle Altäre, Bilder, Böden in den Altarräumen und Fahnen einer gründlichen Überprüfung und Konservierung unterzogen.
In den beiden gedrungenen Türmen hängt ein disharmonisches Bronzeglocken-Quartett der Glockengießerei Oberascher aus Salzburg in Schlagtonfolge as° – c′ – es′ – ges′

## Persönlichkeiten
- Wolfgang von Regensburg (um 924–994), Bischof von Regensburg, lebte zeitweise im Kloster
- Liutold von Mondsee, Benediktinermönch, Schreiber im 12. Jahrhundert
- Konrad I. von Raitenbuch (um 1070–1132), Bischof von Regensburg, soll das Kloster reformiert haben
- Maurus Oberascher (1628–1697), katholischer Theologe und 70. Abt des Klosters
- Bernhard Pez (1683–1735), Benediktinermönch, Historiker, Philologe und Bibliothekar, Entdecker der Mondseer Fragmente